# Marskalk Titos gata
Marskalk Titos gata (kroatiska: Ulica maršala Tita) är en drygt 3,3 kilometer lång gata i Opatija i Kroatien. Den delvis palmprydda gatan löper i nordöstlig–sydvästligt riktning, från Opatijas kommunalhus till Ičići, och går genom centrala Opatija. Marskalk Titos gata är stadens huvudgata och främsta shoppinggata. 

## Beskrivning
Gatan anlades år 1843 då Opatija var en kustort i Österrike (sedermera Österrike-Ungern). Den är sedan andra världskriget uppkallad efter den jugoslaviske statschefen Josip Broz Tito men kallades ursprungligen Reichstrasse.
Längs med Marskalk Titos gata ligger flera för staden tongivande byggnader samt affärer, butiker och hotell. Under sommarmånaderna är trafiken längs med gatan vanligtvis intensifierad. Mängden fordon och fotgängare gör då att trafiken avlöper långsammare än vanligt och att det kan vara svårt att finna parkeringsplatser längs med gatan.          